# 新竹縣立六家高級中學
新竹縣立六家高級中學（簡稱六家高中），1968年成立，位於新竹縣竹北市，前身為新竹縣立六家國民中學，因招生問題而改制完全中學並增設高中部及國中直升制度。

## 歷史沿革
- 1968年：六家國中成立，創校校長朱懷璜先生。
- 2013年：六家國中於12月核定改制為完全中學，劉安倫校長兼任籌備主任。
- 2015年：更名為新竹縣立六家高級中學，8月高中部正式招生，首任校長為王淑蘭女士。

## 歷任校長
| 任期 | 姓名   | 任職日期  | 離職日期  | 備註                                                       |
| ---- | ------ | --------- | --------- | ---------------------------------------------------------- |
| 1    | 朱懷璜 | 1968年8月 | 1980年7月 | 調任新竹縣立新湖國民中學。                                 |
| 2    | 林礽麒 | 1980年8月 | 1987年7月 | 原新竹縣立照門國民中學校長轉任，屆齡退休。                 |
| 3    | 曾昭宏 | 1987年8月 | 1993年7月 | 原新竹縣立橫山國民中學校長轉任，屆齡退休。                 |
| 4    | 李妙靜 | 1993年8月 | 1997年7月 | 原新竹縣立鳳岡國民中學校長轉任，調任新竹縣立忠孝國民中學。 |
| 5    | 張哲雄 | 1997年8月 | 2001年7月 | 原新竹縣立忠孝國民中學校長轉任，任回原校。                 |
| 6    | 劉文龍 | 2001年8月 | 2005年7月 | 原新竹縣立峨眉國民中學校長轉任，調任新竹縣立二重國民中學。 |
| 7    | 彭春蘭 | 2005年8月 | 2007年7月 | 原新竹縣立華山國民中學校長轉任，調任新竹縣立尖石國民中學。 |
| 8    | 莊錦堂 | 2007年8月 | 2011年7月 | 原新竹縣立竹東國民中學校長轉任，調任新竹縣立華山國民中學。 |
| 9    | 劉安倫 | 2011年8月 | 2015年7月 | 原新竹縣教育局課程督學轉任，調任新竹縣立竹北國民中學。     |
| 10   | 王淑蘭 | 2015年8月 | 2022年7月 | 原新竹縣立照門國民中學校長轉任，調任新竹縣立勝利國民中學。 |
| 11   | 江月媚 | 2022年8月 | 現任      | 原國立竹北高級中學教務主任升任。                           |

## 姊妹校
- 美国：衛斯蒙高中 (伊利諾州)（英语：Westmont High School (Westmont, Illinois)）[3]
- 日本：廣島縣立竹原高等學校（日语：広島県立竹原高等学校）
- 美国：錫瑞庫斯高中 (猶他州)（英语：Syracuse High School (Syracuse, Utah)）

## 外部連結
- 新竹縣立六家高級中學 （页面存档备份，存于）
- 六家高中校史 （页面存档备份，存于）